# Chasselas
Chasselas ist eine französische Gemeinde in der Region Bourgogne-Franche-Comté im Département Saône-et-Loire. Sie gehört zum Kanton La Chapelle-de-Guinchay und zum Arrondissement Mâcon.

## Geografie
Das kleine Dorf mit 175 Einwohnern (Stand 1. Januar 2022) liegt im Mâconnais etwa 14 Kilometer südwestlich von Mâcon; es ist das hinterstes Dorf im Tal Vallée de l’Arlois, deren Quellgebiet auf gut 400 Meter liegt.
Der Ort bietet in südlicher Richtung einen eindrucksvollen Blick auf die Ebene von Bresse, den Mont Blanc und die Berge der Monts du Lyonnais.

## Geschichte
Überreste, die vor allem im Waldgebiet zwischen Chasselas und der Nachbargemeinde Vergisson zu sehen sind, bezeugen, dass Chasselas zur gallo-römischen Zeit ein Relais an der Römerstraße von Lutetia nach Lugdunum war.

### Bevölkerungsentwicklung
| Jahr      | 1962 | 1968 | 1975 | 1982 | 1990 | 1999 | 2008 |
| --------- | ---- | ---- | ---- | ---- | ---- | ---- | ---- |
| Einwohner | 122  | 129  | 138  | 140  | 171  | 164  | 161  |

## Weinbau
Es gilt heute als fast gesichert, dass der Ort Chasselas Namensgeber der gleichnamigen Rebsorte ist. Chasselas ist in Frankreich und sowohl in der französischsprachigen- wie auch in der Deutschschweiz der einzige gebräuchliche Begriff für die Rebsorte Gutedel. Im Schweizer Kanton Wallis wird sie Fendant genannt.
Der Vicomte d’Auban, ein französischer Diplomat, soll die Chasselas-Traube im Jahr 1523 aus dem türkischen Konstantinopel nach Burgund gebracht haben. Im Dörfchen Chasselas soll der Gutedel dann erstmals in Frankreich angebaut worden sein.
Chasselas ist eine der sieben Gemeinden (die anderen sechs sind: Chânes, Davayé, Leynes, Prissé, Saint-Vérand und Solutré-Pouilly), die den Crus Classés Saint-Véran hervorbringt.

## Sehenswürdigkeiten
- Romanische Kirche aus dem 12. Jahrhundert. Ungewöhnlich ist, dass der Glockenturm mit quadratischem Grundriss – ähnlich wie bei der Klosterkirche von Cluny – mitten auf das Dach aufgepfropft wurde. Die vier Ecken des Turms sind mit Wolfsköpfen verziert.
- Intakte Wohnhäuser aus dem 15. und 16. Jahrhundert.

### Schloss

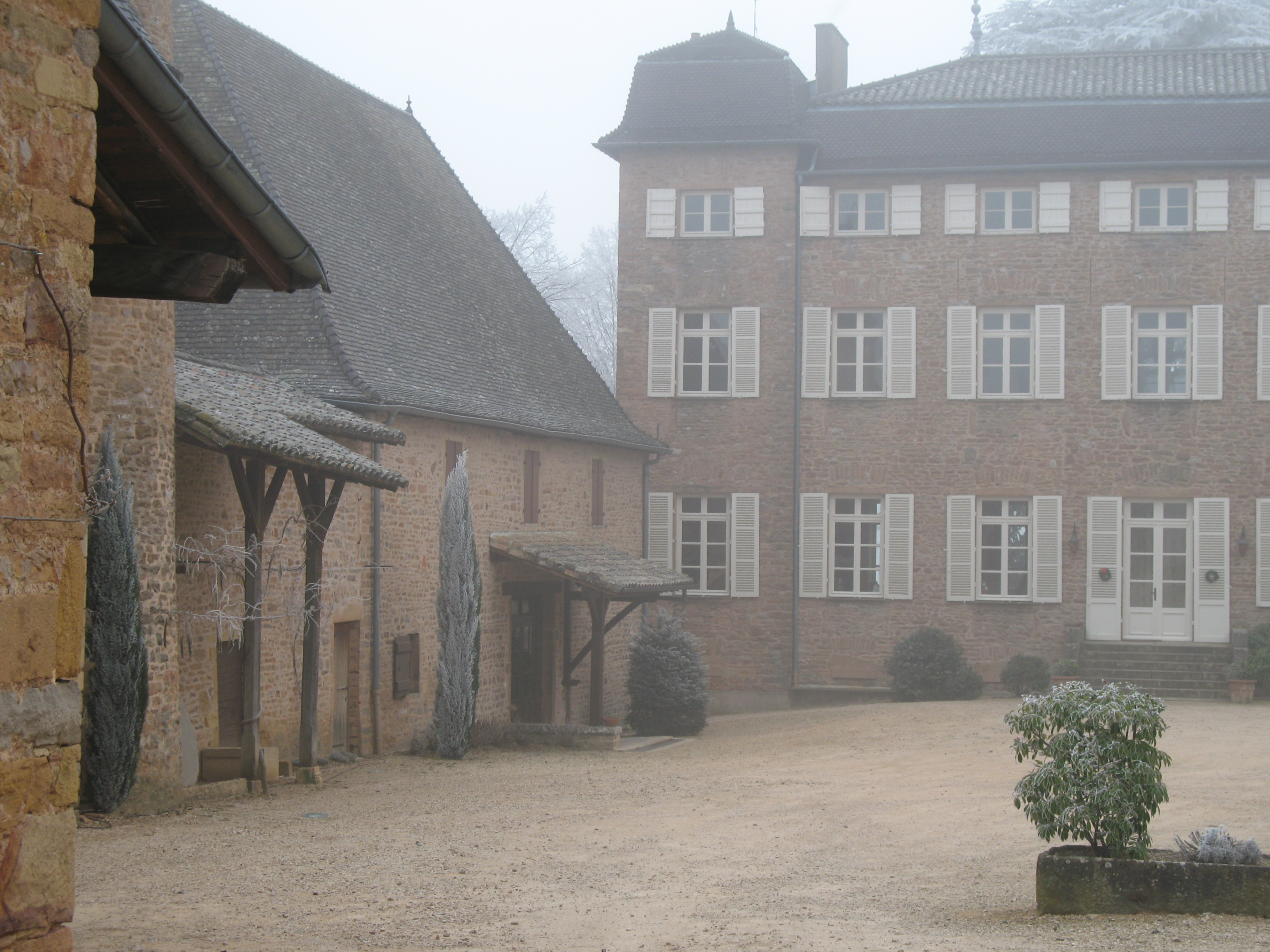
Wohngebäude und Innenhof des Schlosses

Das befestigte Schloss Château de Chasselas (seit 1979 unter Denkmalschutz) geht auf das 14. Jahrhundert zurück und steht an der Flanke einer kleinen Anhöhe inmitten der Weinberge. Die Befestigungsmauern bilden einen großen rechteckigen Innenhof. An drei Ecken ragt je ein Turm mit kreisrundem Grundriss empor. Die drei Türme (ursprünglich waren es vier) besitzen auffälligen spitze Kegeldächer, die mit glasierten Ziegeln bedeckt sind. Der Anbau im Osten stammt aus dem 16., das Wohngebäude im Süden aus dem 18. Jahrhundert.
Im frühen 13. Jahrhundert übernahm die Familie von Chasselas die Herrschaft über die Ländereien. Von 1485 bis 1591 gehörte das Schloss der Familie Du Roux, die letzte Erbin Judith du Roux, Herrin von Chasselas und Pouilly, heiratete zuerst den Hugenotten Lyonnet Challes, welcher wegen Banditentum in Trévoux geköpft wurde, und anschließend Philibert de Bellecombe, Herr von Vinzelles. 1629 starben Judiths Ehemann Philibert und ihr Sohn Jacques de Bellecombe an der Pest. 1654 wurde der Erbe Jacques de Bellecombe ermordet. 1706 verkaufte die Familie Bellecombe das Anwesen und das schlecht erhaltene Schloss an Thomas Paissaud, Steuereintreiber von Mâcon. Nach dem Bankrott des Letzteren, fiel das Schloss an Laurent Fayard, der es – ebenfalls verschuldet – 1756 an Laurent de La Fond de La Rolle weiterverkaufte. Als auch dieser in finanzielle Schwierigkeiten geriet, übernahm der Gläubiger Étienne Cellard d’Estours das Gut – das Wappen dieses Herrn setzt sich aus drei Türmen zusammen. Sein Sohn konnte nicht verhindern, dass das Schloss im Vorfeld der Französischen Revolution im März 1789 geplündert und ein Turm zerstört wurde.
Im Jahre 1971 übernahmen Herr Reme und seine Frau, geborene Cuverville, das Schloss. Die beiden trugen die aufwendige Restauration der Gebäude; ihre Oriflamme ist auf einem der Türme verewigt. Heute wird das Schloss und die angegliederten Weinberge mit einer Rebfläche von acht Hektaren von der Landwirtschaftsgenossenschaft von Chasselas genutzt. Die Vereinigung unterhält auch einen Weinkeller und das Degustieren ihrer Erzeugnisse ist ganzjährig möglich.